# إيرف يونغ
إيرف يونغ (بالإنجليزية: Irv Young)‏ هو لاعب كرة قاعدة أمريكي، ولد في 21 يوليو 1877 في كولومبيا فالس في الولايات المتحدة، وتوفي في 14 يناير 1935 في بريور في الولايات المتحدة.

## وصلات خارجية
- إيرف يونغ على موقعبيزبول رفرنس.كوم (الدوري الرئيسي) (الإنجليزية)
- إيرف يونغ على موقعبيزبول رفرنس.كوم (الدوري الثانوي) (الإنجليزية)
- إيرف يونغ على موقع جمعية أبحاث البيسبول الأمريكية (الإنجليزية)